# Nikon FE2
Le Nikon FE2 est un appareil photographique reflex mono-objectif de format 35 mm. Il a été produit, de 1983 à 1989, par la compagnie japonaise d’optique Nippon Kogaku K. K (filiale de Nikon depuis 1988).

## Histoire
Présenté comme une évolution du Nikon FE et très proche visuellement il est caractérisé par l'obturateur le plus perfectionné de l'époque et aurait, selon le magazine Chasseur d'images, mérité une sortie moins discrète et un nom bien à lui tellement il était techniquement différent.

## Description
Le boîtier utilise un obturateur plan focal à translation verticale en titane permettant des vitesses d'obturations de 8 secondes au 1/4000 s ainsi qu'une synchro-flash au 1/250 s et de la pose Bulb.
L'obturateur est contrôlé par un asservissement électronique qui demande la présence de piles.
Le boîtier offre cependant une position M250 mécanique permettant de déclencher au 1/250e de seconde sans pile.
L'exposition est mesurée par une cellule silicium à travers l'objectif (TTL) y compris lors de l'utilisation d'un flash adapté.
Contrairement à la gamme F les viseurs ne sont pas interchangeables, mais on peut néanmoins par une opération simple effectuer un changement du verre de visée :
- à stigmomètre et microprismes ;
- à dépoli fin et quadrillage ;
- à dépoli fin.

Il partage avec la gamme des Nikon FE, FM et FM2 de nombreux accessoires :
- moteurs pour une vitesse de 4 vues par seconde MD12 ;
- dos dateurs MF16 ;
- viseurs d'angle et loupes de visée.

De même la baïonnette F subit une évolution en intégrant le système AI-s qui permet le calcul de la lumière par la cellule en utilisant le diaphragme réel, tout en bénéficiant du confort de la pleine ouverture pour la visée.
Il est donc pleinement compatibles avec les séries d'optiques suivantes : AI, AI-s, AI-p, AF, AF-D, Série E. Sauf restrictions de certains grand-angles à cause de la contrainte du miroir ne pouvant être bloqué en position haute.

## Accessoires
- Flash SB-16 prévu pour utiliser les fonctions de l'appareil mais très cher à la sortie (50% du prix du boitier)[1]
- Flashes SB-E et SB-15 moins perfectionnés mais moins chers.
- Moteurs MD-11 et MD-12.
- Dos dateur en option MF-16 data back.